# Baltimore Stallions
Los Baltimore Stallions (Sementales de Baltimore) fue un club de fútbol canadiense de Baltimore, Maryland (Estados Unidos) en las temporadas 1994 y 1995. Un experimento de la Canadian Football League de expandirse hacia mercados abiertos en Estados Unidos, Baltimore fue un éxito imprevisto en sus dos años de existencia y llegó al juego por la Grey Cup en ambas ocasiones.

## Historia del fútbol en Baltimore antes 1994

### Los Colts mandan en la NFL
Entre los años 1953 y 1983, en la ciudad de Baltimore había un equipo de fútbol americano, los Colts ("Potros"). La franquicia fue muy famosa por sus campeonatos de la National Football League en 1958 y 1959, bajo el liderazgo del quarterback Johnny Unitas y en 1969, cuando avanzaron al Super Bowl III perdiendo contra los New York Jets. El último campeonato de los Colts fue en el invierno de 1971 en el Super Bowl V, ganando la final ante los Dallas Cowboys. Al principio de los años 80´s, los Colts sufrían de mal desempeño deportivo y de falta de buenos prospectos que los sacaran de su mediocridad. Un buen ejemplo fue en la temporada de 1982, cuando Baltimore perdió todos los ocho juegos de una temporada recortada por huelga de los jugadores.

### Traslado a Indianápolis
El dueño del equipo de fútbol americano de los Colts, Robert Irsay, compró la franquicia de los Rams en 1972, la cual estaba en Los Ángeles en ese momento, y la intercambió con Carroll Rosenbloom, el dueño de los Colts, por este equipo y dinero en efectivo. Irsay tal vez heredó un equipo con un legado rico en el NFL, pero recibió un campo de mala calidad. En aquellos tiempos la capacidad de su estadio era de sólo 47.855 espectadores, aprovechándose también de tener como compañero de campo al equipo de béisbol local de los Orioles. Rosenbloom se había quejado desde 1971 ante el Ayuntamiento de Baltimore para construir otro estadio de calidad y más moderno. En el 24 de enero de 1984 Rosenbloom fracasó en su intento y declaró que "¡ese es mi maldito equipo!".  Entre el 28 y 29 de marzo de aquel año Robert Irsay, una vez se apropió de los Colts, sacó su organización de Baltimore a la medianoche, en un gesto considerado como uno de los más egoístas y poco limpios en la historia de los deportes americanos, y los trasladó a Indianápolis (Indiana), con ello Baltimore quedó sin fútbol profesional para el resto de la década. El traslado dejó un sabor amargo entre los aficionados y en muchos jugadores del pasado de los Colts. Hasta su muerte Johnny Unitas, la máxima figura hasta ese momento en la historia de los Colts, rechazó identificarse con la franquicia de Robert Irsay.

## Iniciativa del Norte
Al principio de los años 90´s, la posibilidad de devolver el fútbol a Baltimore fue muy pequeña. La ciudad había construido un estadio especial para los Orioles, así que no podía disponer de más fondos para construir un nuevo estadio para fútbol, quedando el Memorial Stadium sin equipo con el traslado de los Orioles a su nueva casa. 
Un nuevo salvador apareció desde el Norte en la Canadian Football League (CFL). Luego que la liga canadiense se expandiera a Estados Unidos, la ciudad de Baltimore quedó dentro de una lista de ciudades para tener equipos estadounidenses en el torneo de fútbol canadiense, iniciativa encabezada por Jim Speros. El debate en la ciudad fue extenso, con pros y contras en la opinión pública. El juego canadiense tiene diferencias importantes de su contraparte estadounidense: El campo de la CFL tiene 110 yardas de largo y 65 de largo, mientras que el de la NFL, y el del fútbol americano en general, tiene 100 yardas de largo y 160 pies de ancho; además que doce jugadores son inicialistas en el campo canadiense, mientras que once se permiten en el juego estadounidense. Debido a esto, el campo de Memorial Stadium debía pasar por un cambio para acomodar el campo de juego a las reglas canadienses. Otra consideración fue que Baltimore y los otros equipos estadounidenses en la CFL jugarían como equipos de expansión contra franquicias canadienses de mucha experiencia y talentosas. La CFL, si bien no es totalmente igual en calidad a la NFL, había producido en su tiempo muchos jugadores de alto nivel que no pudieron entrar a la NFL como los quarterbacks negroamericanos Warren Moon y JC Watts. En los años 70´s, mientras los dos jugadores avanzaban en sus carreras en el fútbol universitario, el concepto de un quarterback negro en la NFL era racista al considerarlo "ridículo". Moon procedió a ganar cinco campeonatos en sus primeras cinco temporadas de juego en la CFL, y quebró el récord de yardas de pase en la CFL contra los Edmonton Eskimos. Moon finalmente ingresó a la NFL, donde ganó 49.325 yardas de pase y, hasta 2007, consiguió el récord de más yardas en pases de fútbol profesional (CFL y NFL juntas). Otro quarterback, Doug Flutie, no se adaptó a la NFL y, entre los años 1990 y 1997, jugó en varios equipos de la CFL hasta volver a la NFL, dirigiendo a los Buffalo Bills en su regreso.

### Temporada 1994
Al comienzo de su existencia, los CFL Colts (como se hacían llamar en sus inicios) recibieron un pleito legal de la NFL debido a su nombre, argumentando que podría haber confusiones con la franquicia de la NFL; buscando evitar esto, Speros renunció al nombre de Colts. El equipo tuvo que pasar la temporada llamándose los CFLers o Club de Fútbol Baltimore.
Para establecer su presencia en la liga, Baltimore trajo jugadores veteranos de la CFL y de ligas universitarias y semiprofesionales de fútbol canadiense, reclutando también jugadores estadounidenses. El quarterback fue Tracy Ham, un veterano de seis temporadas con los Edmonton Eskimos y Toronto Argonauts. El running back, Mike Pringle, llegó de los Sacramento Gold Miners, quienes se habían constituido el año anterior en la CFL, también fue jugador de los Atlanta Falcons de la NFL. Pringle corrió para 1.972 yardas en el campo y 13 marcas de touchdown con Baltimore. Las elecciones de jugadores trajeron resultados y Baltimore ganó doce juegos contra seis derrotas, obteniendo la segunda marca en la División Este de la CFL. En los playoffs de 1994, Baltimore desafió las esperanzas de la prensa local, despidiendo a Toronto 35-14 en casa y ganando la final de la división, en un juego reñido, a los Winnipeg Blue Bombers fuera de casa 14-12. 
En la final de la Grey Cup en  Vancouver, Baltimore parecía triunfar contra los BC Lions, llevándose al descanso un marcador a favor de 17-10. Pero en el complemento los Lions reaccionaron alentados por su público, llevándosen al final un marcador a favor de 23-26 gracias a un gol de campo de Lui Passaglia para los canadienses, aprovechando un balón suelto dado por Ham.
La primera temporada enseñó una sola verdad: El equipo de Baltimore fue la franquicia de expansión deportiva de mejor calidad vista en la historia de la ciudad, y la ciudadanía la terminó apoyando económicamente para continuar en la CFL. En las otras dos ciudades estadounidenses los resultados fueron menos alentadores para el fútbol canadiense, incluso desapareciendo la franquicia de Las Vegas. Speros anunció también que el club de Baltimore tendrá un nuevo nombre, los Stallions (sementales), una oda equina para ironizar a los Colts.

### Temporada 1995
En la siguiente temporada continuó el éxito de los Stallions. El equipo llegó al primer lugar de la división con mayor facilidad, dejando una marca de 15-3, además de un empate en el campeonato de la División Norte con los Calgary Stampeders. El jugador más importante del equipo fue Mike Pringle, quien corrió 1.791 yardas en el campo durante la fase regular. 
Los playoffs de 1995 tuvieron un problema, ya que la liga no pudo organizar los partidos en sectores separados para las divisiones. En la División Norte, de los ocho equipos canadienses, cinco avanzaron a la postemporada; por parte de la División Sur, de los cinco clubes estadounidenses participantes, avanzaron tres. La opción de mezclar equipos de las dos divisiones en los play-offs fue espantosa para los encargados de la CFL. Había miedo que el juego débil de los dos equipos estadounidenses eliminados ese año (Shreveport Pirates y Memphis Mad Dogs) hubiese inflado el valor de los tres equipos que sí avanzaron a la postemporada. En particular, ellos no reconocían el logro de Baltimore del año pasado, creyendo que lo hecho esa temporada fue algo fuera de lo común. Para evitar un juego final entre canadienses el peor equipo clasificado de la División Norte, Winnipeg Blue Bombers, fue puesto en la primera fecha de los playoffs con el mejor de la División Sur, que era justamente el equipo de Baltimore, así habría posibilidad de una final sureña contra San Antonio Texans o Birmingham Barracudas. 
Todo salió tal cual como lo pensaría la CFL: Baltimore ganó contra Winnipeg en casa 36-21 sin inconvenientes. En el otro juego la debilidad de Birmingham fue confirmada; ellos perdieron 52-9 contra San Antonio. Los equipos canadienses en la semifinal fueron Calgary Stampeders contra Hamilton Tiger Cats y Edmonton Eskimos contra BC Lions. El juego Calgary-Edmonton tuvo su propia importancia como una batalla entre los dos equipos de la provincia de Alberta.

### Campeones
Los Stallions derrotaron a Texans en casa 21-11 para ganar la División Sur, con lo cual ganó el derecho a disputar nuevamente la Grey Cup; esta vez ante Calgary, quienes aplastaron a Edmonton 37-4, una demostración de poder que intimidaría a cualquier oponente. Las probabilidades de una victoria de Baltimore fueron menos que las de Calgary por razones claras: A diferencia del año pasado, Baltimore no tendría que jugar en la casa del oponente, pero en su lugar el partido final se desarrollaría en Regina, Provincia de Saskatchewan, vecina a Alberta, la provincia originaria de los Calgary Stampeders.
El 19 de noviembre de 1995, fecha del juego final, Baltimore sólo fue tras Calgary una sola vez en el segundo cuarto. El pateador de Baltimore, Carlos Huerta, marcó cinco goles de campo, y Pringle corrió para 137 yardas para una victoria de 37-20 en un juego llamado el Wind Bowl (Juego de Viento). El campeonato fue un símbolo del triunfo de dos naciones y una ciudad: 
- La CFL desafió a la NFL en su propio territorio, y en una ciudad de gran población.
- Speros terminó refutando la esperanza común que los equipos estadounidenses no podían triunfar sobre los equipos canadienses de la CFL.

## Término súbito
Si bien los aficionados en Baltimore celebraron con entusiasmo el triunfo de los Stallions en 1995, la felicidad del título de la Grey Cup fue reemplazada rápidamente por una noticia que se desarrolló en el fútbol americano antes de la victoria en el fútbol canadiense. Tras 12 años sin equipo en la NFL, la liga aprobó el traslado de los Browns de Cleveland a Baltimore, donde la ciudad acordó construir un estadio nuevo y moderno para 1998. 
El traslado fue un asunto muy raro e irónico en la ciudad de Baltimore y en la comunidad del fútbol americano en general. El dueño de los Browns, Art Modell, decidió mover de Cleveland al equipo debido a la pérdida de ingresos tras la partida de sus vecinos de patio, el equipo de béisbol Cleveland Indians, del Cleveland Municipal Stadium a uno más moderno. Modell rechazó participar en la construcción del complejo deportivo Gateway en Cleveland, y se encontró a sí mismo en 1994 como el último dueño de un equipo deportivo en la ciudad con un estadio viejo y obsoleto. Modell demandó con éxito un referendo municipal y de la zona alrededor de Cleveland, con el fin de aprobar un préstamo de 175 millones de dólares para construir un estadio de fútbol en Cleveland. En el 6 de noviembre de 1995, en el medio de una temporada en la que Cleveland aun tenía posibilidades de llegar a los playoffs, Modell anunció la mudanza de los Browns a Baltimore, un gesto muy similar en actitud al traslado nocturno de Irsay en 1984 de los Colts. Modell recibió el permiso de la NFL para recolocar su franquicia a Baltimore, a cambio de entregar el nombre de Browns y su historial, los cuales quedaran en propiedad de la ciudad de Cleveland para un futuro equipo en la ciudad. A raíz de esta situación, en 1996 Modell constituyó a los Baltimore Ravens (Cuervos).

### Efecto de los Ravens
Al mismo tiempo que sucedían los acontecimientos en Cleveland y Baltimore, la CFL estaba reconsiderando el mantener sus operaciones en Estados Unidos (CFL USA) debido al cierre de las franquicias de Birmingham, Shreveport, y Memphis. Antes del descubrimiento de los planes en noviembre de 1995, la CFL estaba esperando que las equipos San Antonio Texans y Baltimore Stallions siguieran en las próximas temporadas. La desaparición de las otras tres franquicias fue una derrota trágica para la empresa de fútbol profesional en el Sur de Estados Unidos. Speros decidió buscar otro lugar en el país al cual trasladar su equipo, debido a que consideraba que no podría competir contra un equipo de la NFL en Baltimore pero, tras fracasar en ello, trasladó los Stallions a Canadá, a la ciudad de Montreal (Quebec) resucitando a un tradicional equipo canadiense, los Montreal Alouettes. La última franquicia en CFL USA fue los Texans, quienes eligieron terminar operaciones antes de iniciar la temporada en 1996. Los Miami Manatees, la franquicia de expansión propuesta, nunca jugaron. CFL USA fue cerrada y, desde entonces, el fútbol americano con la NFL ha dominado la competición en Estados Unidos, formando otros cuatro equipos de expansión desde 1995 en Carolina del Norte, Jacksonville, Cleveland, y Houston.